# حارة بير الربوعي (صنعاء)
حارة بير الربوعي هي إحدى حارات حي شعوب بمديرية شعوب إحد مديريات العاصمة اليمنية صنعاء، بلغ تعداد سكانها 2856 نسمة حسب تعداد اليمن لعام 2004.